# Nekrolog 1607
Nekrolog
◄◄
| ◄
| 1603
| 1604
| 1605
| 1606
| 1607 | 1608 | 1609 | 1610 | 1611 | ► | ►►
Weitere Ereignisse | Allgemeiner Nekrolog 1607
Die Beschreibung der verstorbenen Person sollte so kurz wie möglich gehalten sein und nur deren signifikante Tätigkeit(en) enthalten.
Neue Namen ggf. auch unter dem Geburts- und Sterbedatum, also etwa unter 1. Januar und im Geburts- und Sterbejahr (2024) eintragen (nur bei entsprechender großer Wichtigkeit). Für Beispiele siehe die schon vorhandenen Artikel.
Außerdem über die fünf zuletzt Verstorbenen, zu denen es einen ausreichend guten Artikel für eine Präsentation auf der Hauptseite gibt, nach der todesbedingten Überarbeitung der Artikel ggf. auch unter Wikipedia Diskussion:Hauptseite informieren und sie am besten auch in den anderen Wikipedia-Sprachversionen eintragen. Tipp: Regelmäßig bei news.google.de nach „ist tot“, „gestorben“ oder „verstorben“ suchen.
Wenn eine Person gestorben ist, gibt es viele Seiten zu dieser Person in der Wikipedia, die davon auch betroffen sind und entsprechend aktualisiert werden müssen. Beispiele: Namenübersichtsseite, Geburtsjahr, Geburtsort-Seiten und viele mehr.
Wie finde ich die betroffenen Seiten?
Im Suchfeld auf der linken Seite gibt man den Suchbegriff so ein: „Vorname Nachname“. Dann klickt man auf Volltext und alle Seiten mit entsprechendem Suchtext werden aufgerufen. Hier sieht man dann schnell, wo auch das Todesjahr Sinn macht oder sogar ein Teil des Artikels angepasst werden muss. Auch hilft das „Werkzeug“ auf der linken Seite sehr gut, um solche Seiten aufzufinden: „Links auf diese Seite“. Somit ist die Wikipedia wieder aktuell in allen Bereichen! Hinweis: bei Eintragung der Kategorie „Gestorben JAHR“ wird der Missbrauchsfilter 49 ausgelöst, was jedoch nicht schlimm ist. Siehe: Spezial:Missbrauchsfilter/49
Dies ist eine Liste von im Jahr 1607 verstorbenen bekannten Persönlichkeiten. Die Einträge erfolgen innerhalb der einzelnen Daten alphabetisch sortiert. Tiere sind im Nekrolog für Tiere zu finden.

## Januar
| Tag        | Name                           | Beruf, bekannt als                                 | Alter | Beleg |
| ---------- | ------------------------------ | -------------------------------------------------- | ----- | ----- |
| 1. Januar  | Trijn van Leemput              | Utrechter Volksheldin                              | 66    |       |
| 4. Januar  | Gillis van Coninxloo           | niederländischer Maler                             | 62    |       |
| 6. Januar  | Guidobaldo del Monte           | italienischer Mathematiker, Philosoph und Astronom | 61    |       |
| 17. Januar | Jonas Möstel                   | Dresdner Stadtschreiber und Bürgermeister          | 66    |       |
| 25. Januar | David Kugler                   | Bürgermeister von Heilbronn                        |       |       |
| Januar     | Johannes Mathesius der Jüngere | deutscher Mediziner                                | 62    |       |

## Februar
| Tag         | Name             | Beruf, bekannt als               | Alter | Beleg |
| ----------- | ---------------- | -------------------------------- | ----- | ----- |
| 2. Februar  | Nicolaus Zech    | deutscher Kammerrat              |       |       |
| 3. Februar  | Tolomeo Gallio   | Kardinal der katholischen Kirche | 79    |       |
| 6. Februar  | Georg Burckhardt | Lehrer, Hochschullehrer          | 68    |       |
| 10. Februar | Gedeon Balaban   | orthodoxer Bischof von Lwów      |       |       |

## März
| Tag      | Name                  | Beruf, bekannt als                                                   | Alter | Beleg |
| -------- | --------------------- | -------------------------------------------------------------------- | ----- | ----- |
| 4. März  | Antonio Amati         | italienischer Geigenbauer                                            |       |       |
| 7. März  | Martin Crusius        | deutscher Altphilologe und schwäbischer Historiker                   | 80    |       |
| 10. März | Ascanio Libertano     | italienischer römisch-katholischer Geistlicher und Bischof von Cagli |       |       |
| 11. März | Giovanni Maria Nanino | italienischer Sänger, Kapellmeister und Komponist                    |       |       |
| März     | Anton Ramsler         | deutscher Maler                                                      |       |       |

## April
| Tag       | Name                        | Beruf, bekannt als                                                                    | Alter | Beleg |
| --------- | --------------------------- | ------------------------------------------------------------------------------------- | ----- | ----- |
| 6. April  | Giovanni Francesco Mocenigo | Mitglied der Familie Mocenigo                                                         | 48    |       |
| 9. April  | Eleonore von Preußen        | Tochter des Herzogs Albrecht Friedrich von Preußen                                    | 23    |       |
| 10. April | Christophe d’Assonleville   | spanischer Diplomat, Botschafter der spanischen Niederlande im Vereinigten Königreich |       |       |
| 11. April | Bento de Góis               | portugiesischer Missionar und Entdecker in Asien                                      | 44    |       |
| 15. April | César de Bus                | Priester und Seliger                                                                  | 63    |       |
| 25. April | Jacob van Heemskerk         | niederländischer Seefahrer und Admiral                                                | 40    |       |
| 27. April | Hermann von Dorne           | Lübecker Ratsherr                                                                     | 39    |       |
| April     | Hieronymus Harder           | deutscher Botaniker                                                                   |       |       |

## Mai
| Tag     | Name                      | Beruf, bekannt als                                     | Alter | Beleg |
| ------- | ------------------------- | ------------------------------------------------------ | ----- | ----- |
| 9. Mai  | Johannes Herbrich         | deutscher Prämonstratenserabt                          |       |       |
| 17. Mai | Anna d’Este               | Herzogin von Aumale, Guise und Nemours                 | 75    |       |
| 20. Mai | Johann Hartmann           | deutscher Buchdrucker und Verleger in Frankfurt (Oder) | 70    |       |
| 25. Mai | Maria Magdalena von Pazzi | Schutzpatronin von Florenz und Neapel                  | 41    |       |
| 28. Mai | Georg Mylius              | deutscher lutherischer Theologe                        |       |       |
| 28. Mai | Georg Popel von Lobkowicz | tschechischer Adeliger und Hofbeamter                  |       |       |
| Mai     | Edward Dyer               | britischer Dichter                                     | 63    |       |

## Juni
| Tag      | Name               | Beruf, bekannt als                          | Alter | Beleg |
| -------- | ------------------ | ------------------------------------------- | ----- | ----- |
| 12. Juni | Valentin Schacht   | deutscher Theologe und Hochschullehrer      | 67    |       |
| 17. Juni | Jobst II Reuber    | deutscher Jurist und kurpfälzischer Kanzler | 64    |       |
| 19. Juni | Johannes Bertels   | Abt von Münster und Echternach              |       |       |
| 28. Juni | Domenico Fontana   | römischer Architekt der späten Renaissance  |       |       |
| 28. Juni | Pieter Schoubroeck | flämischer Maler                            |       |       |
| 30. Juni | Cesare Baronio     | Kardinal und Kirchenhistoriker              | 68    |       |

## Juli
| Tag      | Name        | Beruf, bekannt als                               | Alter | Beleg |
| -------- | ----------- | ------------------------------------------------ | ----- | ----- |
| 20. Juli | Paul Merula | niederländischer Jurist, Historiker und Geograph | 48    |       |

## August
| Tag        | Name                            | Beruf, bekannt als                                                    | Alter | Beleg |
| ---------- | ------------------------------- | --------------------------------------------------------------------- | ----- | ----- |
| 1. August  | Otto Casmann                    | deutscher Philosoph und Anthropologe                                  |       |       |
| 6. August  | Philipp Eisenberger der Jüngere | Familienforscher, Jurist                                              | 58    |       |
| 17. August | Anselmo Marzato                 | italienischer Kardinal und Kapuziner                                  | 49    |       |
| 20. August | Wilhelm Zepper                  | deutscher reformierter Theologe; Hofprediger und Professor in Herborn | 57    |       |
| 26. August | Giorgio Basta                   | Generalfeldobrist in Diensten des Kaisers Rudolf II.                  |       |       |

## September
| Tag           | Name                      | Beruf, bekannt als                                                 | Alter | Beleg |
| ------------- | ------------------------- | ------------------------------------------------------------------ | ----- | ----- |
| 3. September  | Johann Wilhelm Stucki     | Schweizer evangelischer Theologe, Philologe und Historiker         | 65    |       |
| 6. September  | Johann Zanger der Jüngere | deutscher Jurist und Rechtswissenschaftler                         |       |       |
| 11. September | Luzzasco Luzzaschi        | italienischer Komponist und Organist                               |       |       |
| 18. September | Otto Leonhard Hofsess     | katholischer Priester, Benediktiner und Abt des Klosters Murrhardt |       |       |
| 22. September | Alessandro Allori         | italienischer Maler                                                | 72    |       |
| 27. September | Paulus Papius             | Secretarius und Geschichtsschreiber                                |       |       |
| 28. September | Heinrich Maius            | deutscher evangelischer Theologe                                   | 61    |       |

## Oktober
| Tag         | Name                  | Beruf, bekannt als                     | Alter | Beleg |
| ----------- | --------------------- | -------------------------------------- | ----- | ----- |
| 5. Oktober  | Matthäus Dresser      | deutscher Schulhumanist und Historiker | 71    |       |
| 11. Oktober | Johann Stromer        | deutscher Jurist                       | 81    |       |
| 15. Oktober | Jacob Züberlein       | deutscher Formschneider                | 51    |       |
| 19. Oktober | Sebastian Grabowiecki | polnischer Schriftsteller              |       |       |
| 19. Oktober | Ludwig Person         | deutscher Rechtswissenschaftler        | 52    |       |

## November
| Tag          | Name                 | Beruf, bekannt als                                                                          | Alter | Beleg |
| ------------ | -------------------- | ------------------------------------------------------------------------------------------- | ----- | ----- |
| 3. November  | Ulrich II. von Ernau | Herr von Moosburg                                                                           |       |       |
| 8. November  | Elisabeth von Anhalt | Kurfürstin von Brandenburg                                                                  | 44    |       |
| 13. November | Paul Buchner         | deutscher Tischler, Schraubenmacher und Baumeister                                          | 76    |       |
| 24. November | Karl von Lothringen  | Kardinal der römisch-katholischen Kirche                                                    | 40    |       |
| 25. November | Ulrich Hackel        | österreichischer römisch-katholischer Geistlicher, Zisterzienser und Abt des Stiftes Zwettl | 56    |       |

## Dezember
| Tag          | Name                      | Beruf, bekannt als                                                                                       | Alter | Beleg |
| ------------ | ------------------------- | --- | ----- | ----- |
| 3. Dezember  | Hieronymus Justesen Ranch | dänischer Geistlicher und Dramatiker                                                                     |       |       |
| 14. Dezember | Hermann Westphal          | Rechtsgelehrter im Herzogtum Pommern, Direktor des Greifswalder Hofgerichts                              |       |       |
| 17. Dezember | Simone Verovio            | italienischer Komponist, Kalligraph, Notenstecher, Verleger und Herausgeber                              |       |       |
| 22. Dezember | Friedrich von Ahlefeldt   | Erbherr auf Seestermühe, Seegaad, Kasseedorf und Arlewatt, Amtsrat von Aabenraa und Landrat von Holstein |       |       |
| 23. Dezember | John Fortescue            | englischer Parlamentarier und Schatzkanzler                                                              |       |       |

## Datum unbekannt
| Tag | Name                         | Beruf, bekannt als                                                    | Alter | Beleg |
| --- | ---------------------------- | --------------------------------------------------------------------- | ----- | ----- |
|     | Sher Afghan                  | erster Mann von Mehr-un-Nisa, der späteren Mogulkaiserin Nur Jahan    |       |       |
|     | Georg Bartisch               | deutscher Arzt                                                        |       |       |
|     | Alessandro Casolani          | italienischer Maler                                                   |       |       |
|     | Wawrzyniec Grzymała Goślicki | polnischer Bischof                                                    |       |       |
|     | Bartholomew Gosnold          | Gründer von Jamestown, Virginia                                       |       |       |
|     | Nicholas Ling                | englischer Verleger und Herausgeber                                   |       |       |
|     | Anton Moker                  | klassischer Philologe und Philosoph                                   |       |       |
|     | Alessandro Pieroni           | italienischer Architekt und Maler                                     |       |       |
|     | Andreas Pleninger            | deutscher Steinätzer                                                  |       |       |
|     | Jan Saenredam                | niederländischer Kupferstecher und Kartenzeichner                     |       |       |
|     | Francisco Zumel              | Generalmagister des Mercedarierordens                                 |       |       |
|     | Theodosios Zygomalas         | Gelehrter, Philologe, Handschriftenkopist und Würden- bzw. Amtsträger |       |       |